# Préfecture apostolique de Kampong Cham
La préfecture apostolique de Kampong Cham est une église particulière de l'Église catholique au Cambodge. Le 15 juillet 2022, François a nommé Pierre Suon Hangly, un prêtre cambodgien, comme préfet apostolique.

## Territoire
La préfecture apostolique couvre huit provinces de l'Est du pays. Il s'agit des provinces de Kompong Cham, Kratie, Stoeng Treng, Rotanah Kiri, Mondol Kiri, Svay Rieng et Prey Veng.

## Histoire
La préfecture apostolique a été érigée le 26 septembre 1968 à partir du vicariat apostolique de Phnom Penh. Son premier ordinaire est le missionnaire français André Lesouëf. Il conserve la fonction malgré son expulsion du pays en 1975 par les khmers rouges. Dès la reconnaissance de l'Église catholique par le nouveau pouvoir en place au début des années 1990, les missionnaires peuvent reprendre leur activité d'évangélisation et soutenir les familles chrétiennes qui ont grandi en diaspora.
Les implantations catholiques concernent les bords du Mékong, mais aussi d'autres zones, comme les communautés Bunongs dans la province de Mondol Kiri.
Le 31 juillet 2019, le pape François a nommé le père Bruno Cosme, prêtre des Missions Etrangères de Paris (MEP), administrateur apostolique « sede vacante et ad nutum Sanctae Sedis » de la préfecture apostolique de Kompong Cham, au Cambodge.

## Ordinaire
- du 26 septembre 1968 à 1997 : André Lesouëf, M.E.P., Préfet apostolique
  - du 16 juillet 1997 au 27 mai 2000 : Antonysamy Susairaj, M.E.P., administrateur apostolique
- du 27 mai 2000 au 25 juillet 2019 : Antonysamy Susairaj, M.E.P., Préfet apostolique
  - du 31 juillet 2019 au 15 juillet 2022 : Bruno Cosme, M.E.P., administrateur apostolique
- depuis le 15 juillet 2022 : Pierre Suon Hangly